# Partit Demòcrata Cristià (El Salvador)
El Partido Demócrata Cristiano (PDC) és un partit polític salvadorenc d'ideologia humanista cristiana fundat el 25 de novembre de 1960.
Durant dècades va ocupar un important paper en la història política del Salvador. El seu fundador i primer secretari fou Abraham Rodriguez i entre els seus primers seguidors es trobaven José Ítalo Giammatei, Vicente Vilanova, Guillermo Manuel Ungo, Julio Adolfo Rey Prendes i José Napoleón Duarte. Actualment compte amb sis diputats nacionals i dos en el PARLACEN.